# Telnet
Têlnet je omrežni protokol, ki omogoča oddaljeno povezovanje in se uporablja v Internetu. Standardno uporablja 7-bitni nabor znakov ASCII (8-bitne znake uporablja le kot ukazne). S posebno izbiro lahko sproži tudi 8 bitno delovanje. Poleg klasičnih terminalskih lastnosti omogoča tudi pošiljanje celotne vrstice v paketu (ne zgolj znak za znakom).